# Sessão Legislativa (Portugal)
A Sessão Legislativa corresponde ao período anual de funcionamento da Assembleia da República e inicia-se a 15 de Setembro e funciona num período normal até 15 de junho, pelo qual pode ser prorrogado por deliberação do Plenário. Uma Legislatura compreende 4 sessões legislativas, excepto em caso de dissolução da Assembleia da República.
O período de 18 até 31 de julho, representa as férias dos parlamentares, enquanto o período de 23 de dezembro até 1 de fevereiro, o de recesso.

## Ver Também
- Legislatura

## Ligações Externas
- LEGISLATURAS E SESSÕES LEGISLATIVAS NA ASSEMBLEIA DA REPÚBLICA